# 奥利·亚洛宁

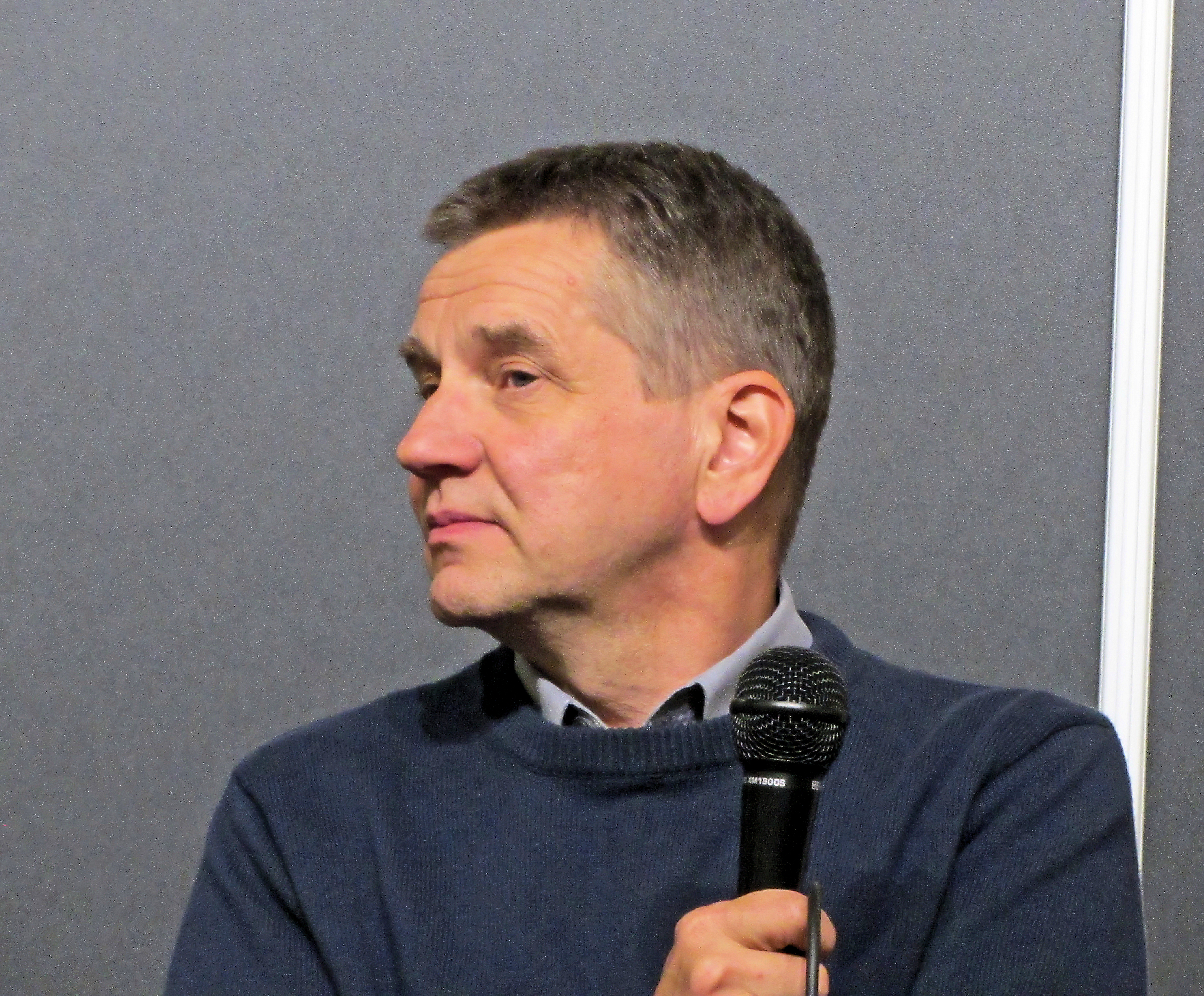
亚洛宁在2012年赫尔辛基图书展览会上

奥利·约科·约翰·亚洛宁（芬蘭語：Olli Jouko Johan Jalonen；1954年2月21日—）是芬兰作家和哲学博士。
他在1990年和2018年获得了芬兰文学奖。

## 生平及职业生涯
亚洛宁在1973年高中毕业。2006年他在坦佩雷大学取得哲学博士学位。
亚洛宁的第一部作品——短篇小说集《梦之背景》（Unien tausta）出版于1978年。第二年他发表了首部长篇小说《羽绒服》（Sulkaturkki）。1989至1992年间他发表了有关生死无常的小说三部曲：《约翰和约翰》（Johan ja Johan，1989）、《成为父亲和成为女儿》（Isäksi ja tyttäreksi，1990）、《生命，以及生命》（Elämä, ja elämä，1992）。亚洛宁的作品被翻译至瑞典语、挪威语、爱沙尼亚语、拉脱维亚语和德语。
1990年亚洛宁凭借小说《成为父亲和成为女儿》赢得了芬兰文学奖。2018年他又以小说《天球》（Taivaanpallo）第二次获得芬兰文学奖。除此之外他还有三次获得芬兰文学奖的提名。2013年芬兰作家协会（Suomen Kirjailijaliitto）给他颁发了奖金为一万欧元的荣誉奖。
亚洛宁在1974年与作家丽塔·亚洛宁（娘家姓为阿霍/Aho）结婚。他们有一个孩子。